# گابریل گاردنر
گابریل گاردنر (انگلیسی: Gabriel Gardner؛ زادهٔ march ۱۸, ۱۹۷۶ (۴۹ سال)) یک بازیکن والیبال اهل ایالات متحده آمریکا است.